# Araguainha
Araguainha là một đô thị thuộc bang Mato Grosso, Brasil. Đô thị này có diện tích 688,676 km², dân số năm 2007 là 1120 người, mật độ 1,63 người/km².